# Concórdia (gemeente)
Concórdia is een gemeente in de Braziliaanse deelstaat Santa Catarina. De gemeente telt 73.766 inwoners (schatting 2017).

## Aangrenzende gemeenten
De gemeente grenst aan Alto Bela Vista, Arabutã, Ipumirim, Irani, Itá, Jaborá, Lindóia do Sul, Peritiba, Presidente Castelo Branco, Marcelino Ramos (RS) en Mariano Moro (RS).

## Geboren in Concórdia
- Leonardo Boff (1938), theoloog (bevrijdingstheologie), filosoof en schrijver